# Beyond Creation
I Beyond Creation sono un gruppo musicale death metal canadese, originario di Montréal (Quebec). La band è specializzata nel death metal tecnico e progressivo, il livello di preparazione musicale è elevatissimo, conciliando parti melodiche, brutali e classiche. I testi del gruppo trattano principalmente di fantascienza e spiritualità, ma anche di società e politica essendo loro fortemente legati all'identitarismo franco-canadese.

## Storia del gruppo
La band venne fondata nel 2005 dai chitarristi Simon Girard e Nicolas Domingo Viotto, quest'ultimo uscito di scena solo due anni dopo e sostituito da Kévin Chartré. Dopo aver registrato un demo promozionale eponimo, nel 2011 la piccola PRC Music pubblica il loro primo album in studio. Siglano un accordo con l'etichetta francese Season of Mist e nel 2013 viene ri-pubblicato The Aura. L'anno successivo esce sul mercato Earthborn Evolution, il primo con alla batteria Philippe Boucher (che prende il posto di Guyot Begin-Benoit nel 2012). Fino al 2015 al basso avevamo Dominic Lapointe, ora troviamo Hugo Doyon-Karout.
Il 1º agosto del 2018 è stato annunciato il titolo del prossimo album (Algorythm) e la data di pubblicazione, il 12 ottobre per Season of Mist. Inoltre, è stato anche presentato un inedito che farà parte del loro terzo lavoro in studio: The Inversion.

## Formazione

### Formazione attuale
- Simon Girard – chitarra, voce (2005-presente)
- Kévin Chartré – chitarra (2007-presente)
- Philippe Boucher – batteria (2012-presente)
- Hugo Doyon-Karout – basso (2015-presente)

### Ex componenti
- Nicolas Domingo Viotto – chitarra (2005-2007)
- Guyot Begin-Benoit – batteria (2005-2012)
- Dominic "Forest" Lapointe – basso elettrico (2005-2015)

### Turnisti
- Samuel Santiago – batteria (2015)

## Discografia

### Album in studio
- 2011 - The Aura
- 2014 - Earthborn Evolution
- 2018 - Algorythm

### Demo
- 2010 – Beyond Creation